# Cochlostoma montanum
Cochlostoma montanum is een slakkensoort uit de familie van de Megalomastomatidae. De wetenschappelijke naam van de soort is voor het eerst geldig gepubliceerd in 1866 door Issel.